# 馬雅舒
马雅舒（1977年3月24日—），又名马娅舒。昵称丫丫，中国女演员，出生於云南省昆明市，毕业于中国戏曲学院。

## 感情生活
- 2006年12月13日與台湾藝人吳奇隆登記結婚。

- 2009年5月，媒體指出馬雅舒、吳奇隆因聚少離多，傳出婚變，但兩人後來都表示並無此事[3]。7月8日，媒體報導兩人已經簽字離婚，馬雅舒獲得吳奇隆名下六棟房子，及贍養費將近新台幣5千5百多萬元。對於這個傳聞，雙方的經紀人都予以否認，馬雅舒訴說吳奇隆是一位非常完美無缺的男人自己是有缺點的女人會查看老公手機訊息的人，並秀出手上的鴿子蛋婚戒。[4]。

- 2009年8月3日，媒體目擊馬雅舒密會一名外籍男子，馬雅舒接受陸媒電訪時大方坦言對方正在追求，但表明不會做傷害吳奇隆的事[5]。8月4日，马雅舒首次确认澳洲籍男士詹姆斯·罗伯特·海耶斯（James Robert Hayes）是自己的现任男友，但是在与吴奇隆协议离婚之后才开始交往，并强调自己并没有像传媒所说拿到一亿台币高额赡养费。據馬雅舒劇組工作人員及吳奇隆身邊朋友證實，二人離婚是由於馬雅舒多次婚外戀情，吳奇隆忍無可忍提出了離婚要求。[6]。但馬雅舒被北京狗仔拍到與外籍男友同居照片，亦有其他媒體報導，马雅舒与外籍男友已经同居一年半了[7]。

- 2009年10月22日，吳奇隆向媒體發表聲明，證實已在8月11日與馬雅舒簽字拿到離婚證[8]。

- 2010年4月16日，馬雅舒與詹姆斯·罗伯特·海耶斯在故乡云南再婚。6月27日，两人在昆明翠湖宾馆举办婚宴[2]。

## 演出作品

### 电视剧
| 首播年份 | 剧名                      | 角色         |
|          | 《铁拳浪子》              | 蓝静         |
|          | 《中华英雄》              | 姬丝         |
|          | 《喜鹊东南飞》            |              |
|          | 《最后的村庄》            |              |
|          | 《隋唐演义》              |              |
|          | 《传奇人生》              |              |
|          | 《聊斋》                  |              |
|          | 《狄仁杰传奇》            |              |
|          | 《女生日记》              | 罗老师       |
|          | 《乱世桃花》              | 红儿         |
|          | 《黑血》                  | 鲁梅         |
|          | 《陈真后传》              | 李仇         |
| 1999年   | 《文成公主》              | 赤尊公主     |
| 2000年   | 《网事情缘》              | 李云         |
| 2000年   | 《西游记后传》            | 白莲花       |
| 2001年   | 《人虫》                  | 杨小霞       |
| 2001年   | 《天空下的缘分》          |              |
| 2002年   | 《萧十一郎》              | 风四娘       |
| 2002年   | 《女人汤》                | 汤母         |
| 2002年   | 《少年王》                | 杜鹃         |
| 2003年   | 《丝路豪侠》              | 百花         |
| 2004年   | 《大清洗冤录》            | 杨桃花       |
| 2004年   | 《啼笑姻缘》              | 关秀姑       |
| 2006年   | 《爱了散了》              | 乔煜         |
| 2007年   | 《顺娘》                  | 陈顺英       |
| 2007年   | 《换子成龙》              | 赵玉华       |
| 2007年   | 《宁为女人》              | 周慧君       |
| 2008年   | 《牌坊下的女人》          | 方瑾         |
| 2008年   | 《军医》                  | 二妹         |
| 2009年   | 《春桃的战争》            | 春桃         |
| 2009年   | 《娘家的故事》            | 何小西       |
| 2009年   | 《谁知女人心》            | 劉琦真       |
| 2010年   | 《大丫鬟》                | 桑采青       |
| 2010年   | 《祼婚》                  | 林菲         |
| 2011年   | 《良家妇女》              | 周若云       |
| 2011年   | 《國色天香》              | 苏夫人(客串) |
| 2011年   | 《娘家的故事3》           | 何小西       |
| 2011年   | 《鎖夢樓》                | 金鳳         |
| 2012年   | 《步步杀机》              | 齐青梅       |
| 2013年   | 《娘心》                  | 彩霞         |
| 2014年   | 《枪火》                  | 马舒         |
| 2015年   | 《娘家的故事4之爱的陪伴》 |              |
| 2018年   | 《原来你还在这里》        | 胡月         |
| 2018年   | 《英雄烈》                | 佐藤惠子     |
| 2019年   | 《只为遇见你》            | 穆子昀       |
| 2021年   | 《天龙八部》              | 李青蘿       |
| 2022年   | 《嫣语赋》(网络剧)        | 郭贵妃       |
| 2022年   | 《月升沧海》(网络剧)      | 文修君       |
| 2022年   | 《信仰》                  | 郑群         |
| 2025年   | 《献鱼》(网络剧)          | 师千度       |
| 待播     | 《明月苍茫》(网络剧)      |              |
| 待播     | 《引灯诀》(网络剧)        | 皇后         |

### 电影
| 上映年份 | 电影名       | 角色 | 备注 |
| 1991年   | 《北京小妞》 | 京晶 |      |
| 1999年   | 《藍色情迷》 | 儀   |      |
| 2022年   | 《农民院士》 |      |      |

### 綜藝節目
- 2017年《媽媽是超人2》